# 日本癌学会
日本癌学会（英語：Japanese Cancer Association）是一个日本最古老的癌症研究专业协会。

## 历史
1941年创建于日本东京都，是日本医学会下属分支，截至2020年拥有超过16,000名会员。